# Dormakaba
Die Dormakaba International Holding AG (Eigenschreibweise: dormakaba) (vormals Kaba Holding AG) ist eine Schweizer Unternehmensgruppe der Sicherheitsindustrie mit Sitz in Rümlang im Kanton Zürich, die in über 50 Ländern tätig ist.
Das Unternehmen ist an der SIX Swiss Exchange notiert (DOKA). Die Aktien befinden sich zu 27,9 % im Besitz der "Alteigentümerfamilien" von Dorma und Kaba. Diese Aktien sind über einen Poolvertrag verbunden. Die restlichen 72,1 % befinden sich im Streubesitz.

## Struktur
Seit 1. Juli 2023 besteht die Organisationsstruktur von Dormakaba aus dem globalen kommerziellen Kerngeschäft Access Solutions und Key & Wall Solutions – unterstützt von globalen Funktionen wie zum Beispiel Operations und Innovation. Das OEM-Geschäft (Original Equipment Manufacturer) der Region Asien-Pazifik wurde zu Key & Wall Solutions verschoben und in Key & Wall Solutions and OEM (KWO) umbenannt.
Dormakaba konzentriert sich im neuen Geschäftsmodell auf Kernmärkte. Diese Kernmärkte umfassen die fünf größten Märkte im Bereich Zutrittslösungen – Deutschland, Schweiz, Großbritannien und Irland, Nordamerika und Australien/Neuseeland, die zusammen 65 % des Umsatzes bei Zutrittslösungen ausmachen – sowie die beiden wachstumsstärksten Märkte in China und Indien.

## Geschichte
Die Dormakaba-Gruppe entstand 2015 aus einem Zusammenschluss des deutschen Familienunternehmens Dorma und des Schweizer Konzerns Kaba. Beide Unternehmen haben eine über 100-jährige Geschichte. Die geplante Fusion wurde am 30. April 2015 bekanntgegeben. Ende August 2015 stimmten die Wettbewerbsbehörden dem Zusammenschluss zu. Die dormakaba Gruppe nahm am 1. September 2015 den Betrieb auf.

### Geschichte Kaba
1862 gründete Franz Bauer die ehemalige Kaba als Schlosserei und Kassenfabrik in Zürich. 1915 erfolgte die Übernahme durch Leo Bodmer und die Gründung der Bauer AG. Als 1934 der Erfinder und Tüftler Fritz Schori das erste Zylinderschloss mit Wendeschlüssel erfand, liess die Bauer AG die Erfindung patentieren und benannte das Schloss nach dem Firmengründer Franz Bauer, der im Volksmund als Kassabauer – kurz Kaba – bekannt war.
1968 eröffnete die Bauer AG in Rümlang eine neue Fabrik für Bankeinrichtungen. Gleichzeitig erfolgte der Aufbau von ersten Produktions- und Verkaufsgesellschaften im Ausland. In England entstand Kabalocks Ltd London und in Österreich Bauer Ges.m.b.H. Eggenburg.
1974 erfolgte der Neubau der Schliessanlagenfabrik in Wetzikon. Im selben Jahr wurde die Bauer AG umgewandelt in die Bauer Holding AG, Zürich.
Im Zeitraum von 1988 bis 1998 übernahm die Bauer Holding AG sukzessive die Firmen Benzing Zeit + Datentechnik GmbH, Gallenschütz Sicherheitstechnik GmbH, Inform Objektschutz GmbH, Gilgen AG für Tür- und Torautomation sowie die österreichische Firma Grundmann Schließtechnik (Marke GEGE) in Herzogenburg. Dies führte zu einer neuen Produkte-Integrationsstrategie. Schlösser, Türen, Identifikationssysteme und Zutrittskontrolle wurden erstmals aus einer Hand angeboten, untereinander kombiniert und integriert.
1995 wurde die Bauer Holding AG in Kaba Holding AG umfirmiert.
2001 erfolgte die Übernahme der Unican Security Systems Ltd in Toronto.
2006 expandierte das Unternehmen mit der Akquisition von 80 % der chinesischen Wah Yuet Gruppe nach China, zwei Jahre später wurden auch die restlichen 20 % erworben. Im selben Jahr erfolgten die Akquisitionen der amerikanischen Computerized Security Systems Inc. (CSS), mit den Marken Saflok und La Gard, und des niederländischen Distributionspartners H. Cillekens & Zn. B.V. für 1,5 Mio. Euro sowie die Verschmelzung ihrer Tochtergesellschaft Silca mit Tuff Engineering Inc. zum Joint Venture Minda Silca Engineering Ltd. Im Folgejahr entstand aus dem Joint Venture mit der indischen Minda Group die Firma Dorset Kaba Security Systems Pvt. Ltd., an welcher Kaba 2014 ihren Anteil von 49 % auf 74 % erhöhte.
2008 erhielt Kaba für die neu entwickelte Identifikationstechnologie RCID den «Security Innovation Award» in Gold.
2011 wurde das Segment Door Automation an die japanische Nabtesco verkauft. Im selben Jahr erwarb Kaba das deutsch-amerikanische Unternehmen e-Data, ein Spezialist für webbasierte Lösungen, die Zutrittskontrolle und Zeiterfassung kombinieren.
Im September 2015 erfolgte der Zusammenschluss mit Dorma.

### Geschichte DORMA
Am 1. Juli 1908 wurde in Voerde, Ennepetal von Rudolf Mankel zusammen mit seinem Schwager Wilhelm Dörken die Dörken & Mankel KG gegründet. 1927 folgte der Eintrag des Markennamens Dorma beim Patentamt. Während des Zweiten Weltkriegs musste das Unternehmen ab 1939 Zulieferteile für die Rüstungs- und Flugzeugindustrie produzieren. Zwischen 1941 und 1945 überstand das Werk mehrere Luftangriffe, wurde jedoch stark beschädigt. Die Produktion wurde für ein Jahr eingestellt.
1950 begann das Unternehmen mit der Produktion von Türschließern.
1961 entwickelte der damalige Geschäftsführer Paul Unterberg mit Hilfe eines Grafikers das Firmenlogo, die Dorma-Krone.
Mit Karl-Rudolf Mankel trat 1969 die dritte Familiengeneration in das Unternehmen ein. Ende der 70er Jahre übernahm er von seinem Vater Rudolf die alleinige Leitung des Unternehmens.
1977 expandierte das Unternehmen und startete mit Dorma France in Frankreich. Ein Jahr später folgte die Gründung einer Produktionsstätte in Singapur. Ein weiterer Produktionsstandort entstand 1991 in Brandenburg. Zudem eröffnete Dorma weitere Vertriebsniederlassungen in Osteuropa.
Mit einer Produktionsfläche von 16.000 m² wurde 2007 das neue Werk in Suzhou, China, eingeweiht. Im gleichen Jahr eröffnete Dorma Gulf ein neues Büro- und Produktionsgebäude in Dubai.
2008 wurde das 100-jährige Firmenjubiläum gefeiert.
2015 erfolgte der Zusammenschluss mit der Kaba-Gruppe zu dormakaba Holding AG.

### Ab 2015
Ulrich Graf, der über 40 Jahre für Dormakaba tätig war, trat im Oktober 2018 nach elf Jahren als Verwaltungsratspräsident zurück. Er wurde von Riet Cadonau abgelöst, der zu diesem Zeitpunkt auch die Funktion des CEO innehatte.
Dormakaba hat das Joint Venture Dorset Kaba mit der indischen Dorset Industries im April 2018 beendet.
Von April bis Dezember 2021 war die ehemalige Siemens-Managerin Sabrina Soussan CEO des Unternehmens.
Seit Januar 2024 ist der ehemalige Kuka-Chef Till Reuter CEO von Dormakaba und tritt damit die Nachfolge von Jim-Heng Lee an, der diese Position seit Januar 2022 innehatte.

## Tätigkeitsgebiet

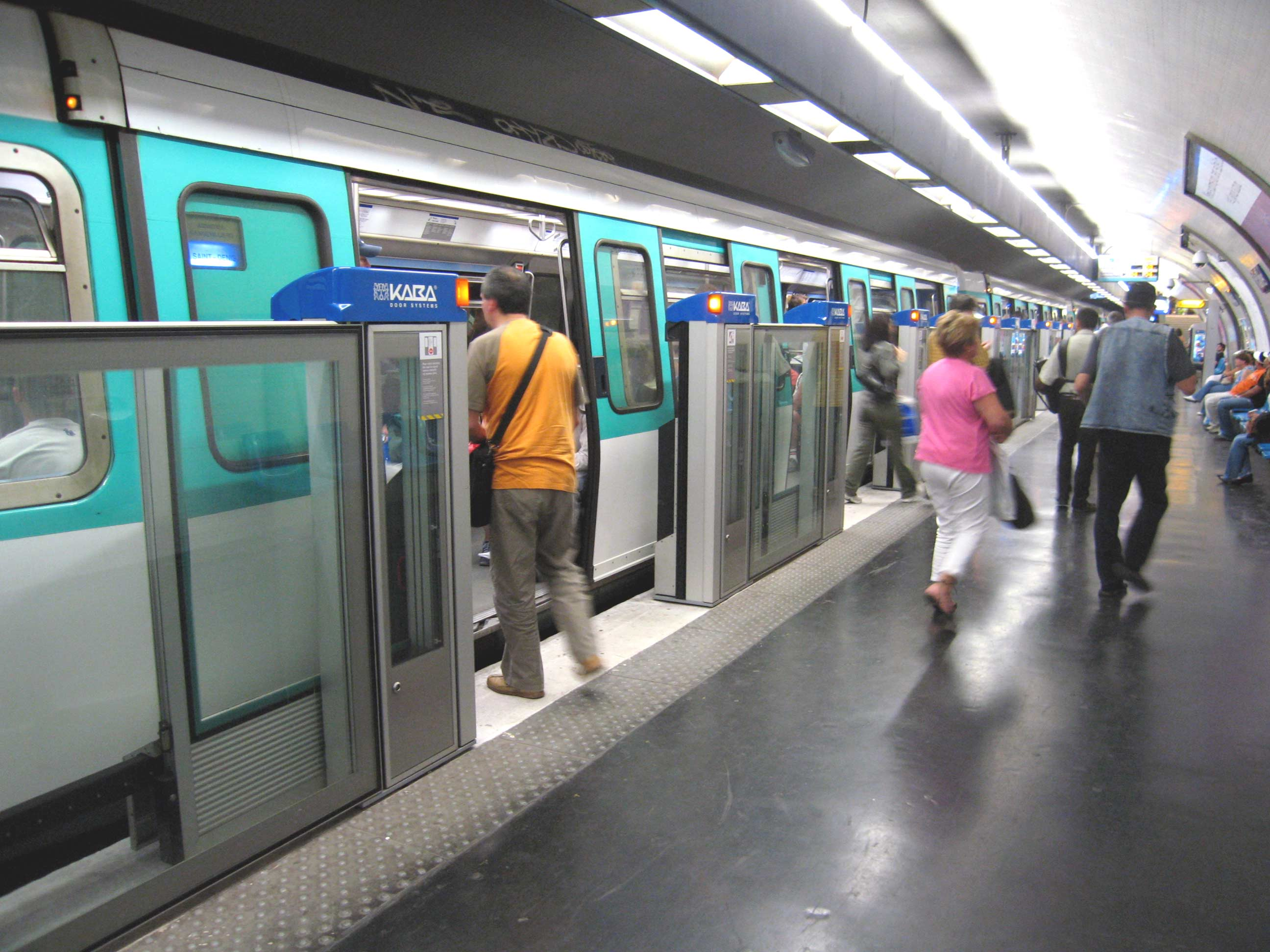
KABA-Bahnsteigtüren (Prototyp) der Linie 13 in der Metro-Station Invalides in Paris (2006)

Dormakaba bietet folgende Produkte und Lösungen an:
- Türtechnik
- Systemlösungen Zutritt und Zeit
- Automatische Türsysteme
- Mechanische Schliesssysteme
- Hochsicherheitsschlösser
- Hotelzutrittssysteme
- Schlüsselsysteme
- Raumtrennsysteme
- Flucht- und Rettungswegesysteme
- Elektronische Zutritts- und Zeiterfassungssysteme

## Auszeichnungen
- Architects' Darling Award (2022)[48]
- Iconic Awards (2024)[49]
- German Design Award (2025)[50][51]